# Pordic
Pordic község Franciaország Bretagne régiójában, Côtes-d’Armor megyében. Lakosainak száma 6359 fő (2018. január 1.). Pordic Binic, Plérin, Lantic, Trégomeur, Tréméloir, Trémuson és Binic-Étables-sur-Mer községekkel határos.
Új községként 2016. január 1-jén jött létre a korábbi Pordic és Tréméloir korábbi község egyesítésével. Az új község lélekszáma 7043 fő lett.

## Népesség
A település népességének változása:
| Lakosok száma | 6088 | 6174 | 7309 | 6305 | 6359 |
|               | 2013 | 2015 | 2016 | 2017 | 2018 |